# ローマ・エスポルチ・アプカラナ
ローマ・エスポルチ・アプカラナ (ポルトガル語: Roma Esporte Apucarana)は、ブラジル・パラナ州アプカラナを本拠地とするサッカークラブである。

## 歴史
2000年12月6日、サンパウロ州のバルエリにて設立。クラブ名は、創設者であるジョアン・ウィルソン・アントニーニがイタリア系ブラジル人であったことに由来する。2004年、パラナ州アプカラナの市役所と提携を結んだことで同市に移転。

## タイトル

### 国内タイトル
- タッサ・FPF : 1回
  - 2006

- カンピオナート・パラナエンセ・セグンダ・ジヴィゾン : 1回
  - 2010

### 国際タイトル
なし